# Middengasthuis (Kleine Rozenstraat)
Het Middengasthuis is een gasthuis en hofje gesitueerd aan de zuidzijde van de Kleine Rozenstraat in de stad Groningen. Het stamt uit 1873 en is een rijksmonument.

## Geschiedenis
Het Middengasthuis is gesticht door het Algemeen Diaken Gezelschap. Deze in 1838 opgerichte vereniging van Nederlands-hervormde diakenen en oud-diakenen wenste zich niet alleen bezig te houden met het eigen 'vriendschappelijke verkeer'. Zij stelde zich ook ten doel 'liefdadige instellingen' op te richten en in stand te houden 'tot nut der armen'. Zo werden in 1843 aan de toenmalige Violetsteeg, 'twaalf armenwoningen' of kamers gebouwd en vier jaar later had het Gezelschap verspreid over de stad al zeven door de diaconie beheerde complexen van 'kamers'.
In 1867 besloot het Algemeen Diaken Gezelschap een gasthuis te stichten voor 'fatsoenlijke, oppassende handwerkslieden en dienstboden, te min vermogend om een plaats in een gasthuis met een hooge inkoopsom en nog te goed om eene plaats in het diaconiegasthuis te zoeken'.
Drie jaar later werden aan de Kleine Rozenstraat twee behuizingen en een tuin gekocht en uit het Gezelschap ontstond de vereniging 'het Middengasthuis'. Nadat zij op 7 november 1872 koninklijk was goedgekeurd en de bebouwing was gesloopt, werden er het volgende jaar 21 nieuwe 'woonkamers' neergezet. Langs de noord- en oostrand van de tuin stonden leilinden tegen de 'schadelijke' zonnestralen en het midden deed dienst als bleekveld. Naast de pomp was er ook ruimte voor een kleine groentetuin.
Hervormden van 55 jaar en ouder konden zich een plaats in het gasthuis kopen. Aan de Kleine Rozenstraat werd het Middengasthuis in de loop der jaren door aankopen met zes huisjes uitgebreid (huidige nummers 8 t/m 14) maar vanwege het succes werd het alsnog te klein. Daarom werd in de nabijgelegen Grote Leliestraat in 1895 een tweede Middengasthuis gesticht.

## Twintigste eeuw
Lange tijd voorzagen beide gasthuizen in een behoefte maar na de Tweede Wereldoorlog veranderde dat geleidelijk. De criteria voor bewoners van het Middengasthuis vervaagden en het hofje viel steeds meer onder de sociale woningbouw.
Met een aantal andere gasthuizen vormden de Middengasthuizen in 1968 de Verenigde Groninger Gasthuizen, die enige jaren later in de Oosterparkwijk twee nieuwe huizen neerzetten. Het gasthuis aan de Kleine Rozenstraat werd verkocht aan een bouwbedrijf en toen de gemeente het in 1978 'niet renoveerbaar' noemde, werd het hofje met sloop bedreigd. Na protesten van de (meest jonge) bewoners en de buurt, en onder invloed van veranderende inzichten, ging het gemeentebestuur overstag.
In 1981 werd door woningbouwvereniging Gruno een gerenoveerd Middengasthuis opgeleverd met 18 deels vergrote woningen. Vanaf 1998 werd woningcorporatie Nijestee (waarin Gruno via een fusie is opgegaan) eigenaar van het gasthuis.

## Eenentwintigste eeuw
In de jaren 10 is geleidelijk aan ongeveer de helft van de woningen van het gasthuis verkocht, ook kwam er een VvE.
Aduardergasthuis ·
Anna Varvers Convent ·
Armhuiszitten Convent ·
Hofje Ceramstraat ·
Corneliagasthuis ·
Doopsgezind Gasthuis ·
Gerarda Gockingahuis ·
Hesselinkstichting ·
Jacob en Annagasthuis · 
Juffer Margarethagasthuis ·
Juffer Tette Alberdagasthuis ·
Jan Luitjensgasthuis ·
Mepschengasthuis ·
Middengasthuis (Kleine Rozenstraat) ·
Middengasthuis (Grote Leliestraat) ·
Latteringe Gasthuis ·
Pelstergasthuis ·
Pepergasthuis ·
Pieternellagasthuis ·
Remonstrants Gasthuis ·
Rustoord ·
Sint Anthonygasthuis ·
Sint Martinusgasthuis ·
Hofje Tellegenstraat ·
Ter Schouw-Van Sanen Stichting ·
Typografengasthuis ·
Ubbenagasthuis ·
Vrouw Fransensgasthuis ·
Vrouw Wilsoors- of Aaffien Olthofsgasthuis ·
Weldadige Stichting Ketelaar-Bos ·
Wytzes- of Schoonbeeksgasthuis ·
Zeylsgasthuis